# Circonscription de Safi
La circonscription de Safi est la circonscription législative marocaine de la province de Safi située en région Marrakech-Safi. Elle est représentée dans la Xe législature par Adil Essoubai, Driss Temri, Hassan Aadili, Hicham Saanane, Mohammed Karime et Thami El Masqi.

## Historique des députations
| Législature | Début de mandat  | Fin de mandat    | Députés élus | Députés élus         | Députés élus | Députés élus        | Députés élus | Députés élus             | Députés élus | Députés élus           | Députés élus | Députés élus          | Députés élus | Députés élus        |
| ----------- | ---------------- | ---------------- | ------------ | -------------------- | ------------ | ------------------- | ------------ | ------------------------ | ------------ | ---------------------- | ------------ | --------------------- | ------------ | ------------------- |
| IXe         | 26 novembre 2011 | 7 octobre 2016   |              | Hassan Harris (PJD)  |              | Omar Kerdoudi (RNI) |              | Abdellah Aboufariss (PI) |              | Abdellatif Mirdas (UC) |              | Mohammed Ajdia (USFP) |              | Rachid Bahloul (MP) |
| Xe          | 8 octobre 2016   | 8 septembre 2021 |              | Driss Temri (PJD)    |              | Hassan Aadili (PJD) |              | Hicham Saanane (PI)      |              | Mohammed Karime (PAM)  |              | Thami El Masqi (MDS)  |              | Adil Essoubai (MP)  |
| XIe         | 9 septembre 2021 | ?                |              | Faycal Zerhouni (UC) |              | Rachid Sabir(RNI)   |              | Hicham Saanane (PI)      |              | Mohammed Karime (PAM)  |              | Thami El Masqi (MDS)  |              | Adil Essoubai (MP)  |

## Historique des élections

### Découpage électoral d'octobre 2011

#### Élections de 2016
| Parti         | Parti                                                       | Voix    | %      | Député(s) élus  |  |
| ------------- | ----------------------------------------------------------- | ------- | ------ | --------------- |  |
|               | Parti de la justice et du développement (PJD)               | 29 056  | 26,39  | Driss Temri     |  |
| Hassan Aadili | Parti de la justice et du développement (PJD)               | 29 056  | 26,39  |                 |  |
|               | Parti authenticité et modernité (PAM)                       | 22 584  | 20,51  | Mohammed Karime |  |
|               | Parti de l'Istiqlal (PI)                                    | 11 165  | 10,14  | Hicham Saanane  |  |
|               | Mouvement démocratique et social (MDS)                      | 8 214   | 7,46   | Thami El Masqi  |  |
|               | Mouvement populaire (MP)                                    | 6 819   | 6,19   | Adil Essoubai   |  |
|               | Rassemblement national des indépendants (RNI)               | 6 525   | 5,93   |                 |  |
|               | Union constitutionnelle (UC)                                | 6 195   | 5,63   |                 |  |
|               | Parti de l'environnement et du développement durable (PEDD) | 5 739   | 5,21   |                 |  |
|               | Union socialiste des forces populaires (USFP)               | 5 324   | 4,83   |                 |  |
|               | Parti du progrès et du socialisme (PPS)                     | 4 422   | 4,02   |                 |  |
|               | Fédération de la gauche démocratique (FGD)                  | 1 953   | 1,77   |                 |  |
|               | Parti démocratique de l'indépendance (PDI)                  | 686     | 0,62   |                 |  |
|               | Parti des Néo-Démocrates (PND)                              | 435     | 0,40   |                 |  |
|               | Parti Al Ahd Addimocrati (AHD)                              | 406     | 0,37   |                 |  |
|               | Parti du centre social (PCS)                                | 208     | 0,19   |                 |  |
|               | Parti de la société démocratique (PSD)                      | 200     | 0,18   |                 |  |
|               | Parti de l'Espoir (PE)                                      | 128     | 0,12   |                 |  |
|               | Parti démocrate national (PDN)                              | 55      | 0,05   |                 |  |
|               |                                                             |         |        |                 |  |
| Inscrits      | Inscrits                                                    | 295 608 | 100,00 |                 |  |
| Abstentions   | Abstentions                                                 | 185 494 | 62,75  |                 |  |
| Exprimés      | Exprimés                                                    | 110 114 | 37,25  |                 |  |

#### Élections de 2021
| Parti       | Parti                                               | Voix    | %      | Députés élus    |  |
| ----------- | --------------------------------------------------- | ------- | ------ | --------------- |  |
|             | Parti authenticité et modernité (PAM)               | 33 209  | 21,05  | Mohammed Karime |  |
|             | Parti de l'Istiqlal (PI)                            | 21 524  | 13,64  | Hicham Saanane  |  |
|             | Mouvement populaire (MP)                            | 18 853  | 11,95  | Adil Essoubai   |  |
|             | Rassemblement national des indépendants (RNI)       | 17 649  | 11,18  | Mohamed Hidaoui |  |
|             | Mouvement démocratique et social (MDS)              | 15 192  | 9,63   | Thami El Masqi  |  |
|             | Union constitutionnelle (UC)                        | 13 065  | 8,28   | Faycal Zerhouni |  |
|             | Union socialiste des forces populaires (USFP)       | 11 586  | 7,34   |                 |  |
|             | Parti du progrès et du socialisme (PPS)             | 11 110  | 7,04   |                 |  |
|             | Parti de la justice et du développement (PJD)       | 5 315   | 3,37   |                 |  |
|             | Front des forces démocratiques (FFD)                | 1 471   | 0,93   |                 |  |
|             | Parti de l'Espoir (PE)                              | 1 232   | 0,78   |                 |  |
|             | Alliance de la fédération de gauche (AGD)           | 1 077   | 0,68   |                 |  |
|             | Parti du centre social (PCS)                        | 892     | 0,57   |                 |  |
|             | Union marocaine pour la démocratie (UMD)            | 849     | 0,54   |                 |  |
|             | Parti marocain libéral (PML)                        | 805     | 0,51   |                 |  |
|             | Parti des Néo-Démocrates (PND)                      | 787     | 0,50   |                 |  |
|             | Parti socialiste unifié (PSU)                       | 758     | 0,48   |                 |  |
|             | Parti de la renaissance (PAN)                       | 457     | 0,29   |                 |  |
|             | Parti de la liberté et de la justice sociale (PLJS) | 439     | 0,28   |                 |  |
|             | Parti de l'unité et de la démocratie (PUD)          | 424     | 0,27   |                 |  |
|             | Parti travailliste (PT)                             | 356     | 0,23   |                 |  |
|             | Parti de la réforme et du développement (PRD)       | 289     | 0,18   |                 |  |
|             | Parti de l'équité (PRE)                             | 232     | 0,15   |                 |  |
|             | Parti vert marocain (PVM)                           | 147     | 0,09   |                 |  |
|             | Parti de la société démocratique (PSD)              | 78      | 0,05   |                 |  |
|             |                                                     |         |        |                 |  |
| Inscrits    | Inscrits                                            | 324 683 | 100,00 |                 |  |
| Abstentions | Abstentions                                         | 166 887 | 51,40  |                 |  |
| Exprimés    | Exprimés                                            | 157 796 | 48,60  |                 |  |